# بروس بروفتون
بروس بروفتون (بالإنجليزية: Bruce Broughton)‏ هو ملحن أمريكي، ولد في 8 مارس 1945 في لوس أنجلوس في الولايات المتحدة.

## وصلات خارجية
- الموقع الرسمي
- بروس بروفتون على موقع IMDb (الإنجليزية)
- بروس بروفتون على موقع ألو سيني (الفرنسية)
- بروس بروفتون على موقع ميوزك برينز (الإنجليزية)
- بروس بروفتون على موقع أول موفي (الإنجليزية)
- بروس بروفتون على موقع قاعدة بيانات الأفلام السويدية (السويدية)
- بروس بروفتون على موقع أول ميوزيك (الإنجليزية)
- بروس بروفتون على موقع ديسكوغز (الإنجليزية)
- بروس بروفتون على موقع قاعدة بيانات الفيلم (الإنجليزية)
- بروس بروفتون على موقع كينوبويسك (الروسية)